# Quail Rise
Quail Rise est une banlieue résidentielle de la ville de Queenstown, située dans l’Île du Sud de la Nouvelle-Zélande.

## Histoire
Le développement d’une section de 200 logements résidentiels a commencé aux environs des années 1996 mais la section finale n'a été livrée qu'en 2012.
Plus de 50 % de la banlieue est constituée d’espaces ouverts avec un traitement paysager encouragé .

## Accès
Le seul accès à cette zone, se fait via Tucker Beach Road, qui est reliée à la route State Highway 6/S H 6.